# فرشته مولوی
فرشته مولوی (زادهٔ ۲۸ شهریور ۱۳۳۲ در تهران) نویسنده، مترجم، پژوهشگر و روزنامه‌نگار ایرانی است.

## زندگی
فرشته مولوی در ۲۸ شهریور ۱۳۳۲ خورشیدی در تهران متولد شد. او بیش از بیست سال در کتابخانه‌ ملی به کار پژوهشی مشغول بود و در ۱۳۷۷ به کانادا مهاجرت کرد. او بین سالهای  ۲۰۰۴ تا ۲۰۰۶ میلادی در کتابخانه‌ استرلینگ دانشگاه ییل، کتاب‌شناس و کتاب‌دار فارسیِ بخش خاورمیانه بود. مولوی پس از بازگشت به تورنتو چند سال در دانشگاه‌های تورنتو و یورک و کالج سنکا زبان و ادبیات فارسی و جستارنویسی درس داد. او با انجمن قلم کانادا همکاری داشته و در کالج مسی و کالج براون در تورنتو نویسنده‌ مهمان بوده است. همچنین برنامه‌ای فرهنگی به نام «کتاب ماه تهرانتو» را در چند مرحله در تورنتو برگزار کرد که طی آن، نقد و بررسی بیست کتاب برجسته‌ی فارسی از سوی صاحب‌نظران انجام شده است. او تاکنون شش جلد رمان‌، چند مجموعه داستان‌، چهار مجموعه جستار، یک کتاب‌شناسی منتشر کرده و ترجمه چند کتاب نیز در کارنامه او وجود دارد. رمان دو پرده‌ی فصل (۱۳۸۸) او لوح تقدیر مهرگان ادب را دریافت کرده است. داستان‌ها و جستارهای او به زبان انگلیسی در چند گاهنامه انگلیسی منتشر شده است. مولوی همچنین رمانی انگلیسی به نام سی‌مرغ سایه (به انگلیسی: Thirty Shadow Birds) نوشته که انتشارات اینانا آن را در سال ۲۰۱۹ میلادی در کانادا منتشر کرده است.

### رمان و مجموعه‌داستان
- ۱۴۰۱ - کمین بود
- ۱۴۰۱ - پنجاه و چیزی کم
- ۲۰۱۹ - سی‌مرغ سایه(Thirty Shadow Birds)
- ۱۳۹۴ - تاریک‌خانهٔ آدم (ویراست دوم: ۱۴۰۳)
- ۱۳۹۴ - سنگسار تابستان
- ۱۳۹۱ - زرد خاکستری
- ۱۳۹۱ - حالا کی بنفشه می‌کاری (چاپ دوم: ۱۳۹۳)
- ۱۳۹۰ - خانهٔ ابر و باد (چاپ دوم، چاپ اول: ۱۳۷۰)
- ۱۳۸۸ - دو پردهٔ فصل
- ۱۳۸۸ - سگ‌ها و آدم‌ها
- ۱۳۸۴ - بلبل سرگشته
- ۱۳۷۴ - باغ ایرانی
- ۱۳۷۱ - نارنج و ترنج
- ۱۳۷۰ - پری آفتابی و داستان‌های دیگر

### ترجمه
- ۱۳۸۴ - دشت سوزان. خوان رولفو. مجموعه داستان کوتاه، چاپ اول با عنوان دشت مشوش، ۱۳۶۹ (چاپ دوم: انتشارات ققنوس، ۱۳۸۹)
- ۱۳۹۰ - سگ یک‌میلیون شپشی (از نویسندگان گوناگون. ویرایش نخست با عنوان باد می‌وزد، ۱۳۷۵)
- ۱۳۷۵ - باد می‌وزد. مجموعه داستان کوتاه از نویسندگان گوناگون
- ۱۳۶۳ - فلک‌زده‌ها. ماریو آثوئلا
- ۱۳۶۳ - سوهو و اسب سفید (داستان برای کودکان). یوزو اوتسوکا
- ۱۳۵۸ - تبلیغ، ایدئولوژی و هنر. آرنولد هاوزر
- ۱۳۵۸ - آفریقا، تاریخ یک قاره. بزیل دیویدسن (کار مشترک با هرمز ریاحی)
- ۱۳۵۷ - جاناتان، مرغ دریایی. ریچارد باخ (کار مشترک با هرمز ریاحی)
- ۱۳۵۴ - دوازده ماه. ساموئل مارشاک (کار مشترک با هرمز ریاحی)

### سایر کتاب‌ها
- ۱۴۰۲ - از دیگرها
- ۱۴۰۰ - از کتاب‌ها و ترانه‌ها
- ۱۳۹۳ - از نوشتن
- ۲۰۱۱ - آن سال‌ها، این جُستارها. تورنتو (چاپ دوم: ۲۰۱۴)
- ۱۳۷۶ - فهرست مستند اسامی مؤلفان و مشاهیر، ۲ جلد (ویراستار)
- ۱۳۷۱ - کتاب‌شناسی داستان کوتاه ایران و جهان